# سرجو بریگنتی
سرجو بریگنتی (به ایتالیایی: Sergio Brighenti) بازیکن فوتبال و اهل ایتالیا است 

## تیم ملی
از سال ۱۹۵۹ میلادی عضو تیم ملی فوتبال ایتالیا بوده و در ۹ بازی ملی حضور داشته‌است. او در بازی‌های ملی‌اش ۲ گل به ثمر رساند.
سرجو بریگنتی آخرین بازی ملی خود را در سال ۱۹۶۱ میلادی انجام داد.